# Ken Pollet
Ken Pollet, nombre artístico de Elena Ramírez (Málaga, 1992), es un drag king y filósofo español. Es uno de los drag kings más reconocidos de Barcelona.

## Carrera
Ken Pollet actuó por primera vez en 2018, en la sala 3 del Apolo de Barcelona, comenzando así su carrera artística. Para Elena el drag king le sirvió para abrazar su identidad y masculinidad, fuertemente reprimida y reprochada durante su infancia.
En 2019 fundó el colectivo Queer That, una boyband que parodia la heternormatividad en sus espectáculos.
Desde 2019 trabaja organizando talleres, debates y entrevistas, así como produciendo espectáculos para dar a conocer la cultura drag king en España.El más destacado es el espectáculo KINGS: Drag King Anti-Race, del que se han celebrado cuatro ediciones desde 2019. En su última edición contó con artistas internacionales que nunca antes habían pisado España, como son Mo B. Dick, Bridge Markland, Buba Sababa, Alexander Cameltoe, Nancy y Papi Pistola.
Entre sus referentes a la hora de desarrollar su arte y su activismo performático cita a numerosos artistas queer, principalmente de las escenas española y chilena: 

Mis amigues: Norma Mor, Lukk Pinkk, Lady Braga, Miss Ex, Personaje Personaje, Iván Santo, Fer Decartaya, Cristina Pastrana, Capitano Barbacoño, Camila Gómez, Translocura… Y todas las personas que conozco por el camino que me aportan algo.
Woolman Family es mi mayor referente a nivel artístico y conceptual. Hija de Perra o Pedro Lemebel son referentes que me llegan por parte de mis amigas chilenas y que me inspiran muchísimo. Pina Bausch también es una gran inspiración para mí. Me inspira mucho el arte de Dorian Electra, así como el de artistas como Putochinomaricón, Megane Mercury, Shalva Nikvashvili, o Mikky Blanco.

En 2022 colabora con la directora y productora Erika Lust para grabar una película basada en los talleres drag king que realiza.
Ha aprecido en multitud de entrevistas de radio, web y televisivas. En 2023 fue entrevistado en el programa de televisión en catalán Plaça Tísner, en el cual promocionó la fiesta International Drag Kings Revolution, de la cual él mismo era organizador.